# Ptochophyle permutans
Ptochophyle permutans är en fjärilsart som beskrevs av George Francis Hampson 1891. Ptochophyle permutans ingår i släktet Ptochophyle och familjen mätare. Inga underarter finns listade.